# Resolutie 997 Veiligheidsraad Verenigde Naties
Resolutie 997 van de Veiligheidsraad van de Verenigde Naties werd unaniem aangenomen op 9 juni 1995. De resolutie verlengde de UNAMIR-vredesmacht in Rwanda. Ook werd twee derde van de militairen teruggetrokken en werd het mandaat aangepast.

## Achtergrond
Vanaf de kolonisatie van Rwanda eind 19e eeuw gingen de Tutsi de veel talrijker Hutu overheersen. Nog vóór de onafhankelijkheid kwam het tot etnisch geweld, waarbij de Hutu aan de macht kwamen. Veel Tutsi ontvluchtten het land en  mochten niet meer terugkeren. Daar richtten ze eind jaren tachtig het FPR op, dat in 1990 Rwanda binnenviel. Met westerse steun werden zij echter weer verdreven. Toch werden hieropvolgend vredesgesprekken aangeknoopt. Die leidden in 1993 tot het Vredesakkoord van Arusha.
Op 6 april 1994 kwamen de Rwandese en de Burundese president om toen hun vliegtuig werd neergeschoten. Dat was het startsein voor Hutu-milities om op grote schaal Tutsi en gematigde Hutu te vermoorden. De UNAMIR-vredesmacht van de Verenigde Naties stond machteloos. De FPR ging opnieuw in de aanval en nam in juli de hoofdstad Kigali in. Hierop vluchtten veel Hutu naar Oost-Congo, wat die regio jarenlang destabiliseerde.

## Inhoud
Het was van belang dat de Rwandese samenleving zich verzoende. Er waren rapporten dat leden van het vorige regime in Rwanda militaire voorbereidingen troffen en steeds vaker Rwanda binnenvielen. Er moest voor gezorgd worden dat Rwandezen vanuit de vluchtelingenkampen in de buurlanden geen militaire acties ondernamen om Rwanda te destabiliseren of te bewapenen. Er moest stabiliteit en vertrouwen komen zodat dat vluchtelingen konden terugkeren. Er was ook meer internationale steun nodig voor de rehabilitatie en de heropbouw. Verder was er een langetermijnoplossing nodig voor het vluchtelingenprobleem in het Grote Merengebied, waarover secretaris-generaal Boutros Boutros-Ghali een conferentie plande.
Het mandaat van UNAMIR werd verlengd tot 8 december. De Veiligheidsraad autoriseerde de vermindering van het aantal troepen van 5500 tot 2330 binnen drie maanden en 1800 binnen vier maanden. Het aantal militaire waarnemers en agenten moest wel gehandhaafd blijven. Ook werd het mandaat zelf aangepast om te helpen met:
- nationale verzoening;
- de terugkeer van vluchtelingen;
- humanitaire hulp en ontmijning;
- de opleiding van de nationale politie;
- de bescherming van de VN-agentschappen en het Rwanda-tribunaal.

Rwanda's buurlanden werden gevraagd stappen te zetten tegen de destabilisatie van Rwanda en te zorgen dat geen wapens de kampen op hun grondgebied binnenkwamen. De secretaris-generaal moest met die landen spreken over eventuele waarnemers om toe te zien op de wapentrafiek. Donorlanden werden opgeroepen om hun steun aan Rwanda op te trekken.

## Verwante resoluties
- Resolutie 978 Veiligheidsraad Verenigde Naties
- Resolutie 989 Veiligheidsraad Verenigde Naties
- Resolutie 1005 Veiligheidsraad Verenigde Naties
- Resolutie 1011 Veiligheidsraad Verenigde Naties

Lijst ·  970 ·  971 ·  972 ·  973 ·  974 ·  975 ·  976 ·  977 ·  978 ·  979 ·  980 ·  981 ·  982 ·  983 ·  984 ·  985 ·  986 ·  987 ·  988 ·  989 ·  990 ·  991 ·  992 ·  993 ·  994 ·  995 ·  996 ·  997 ·  998 ·  999 ·  1000 ·  1001 ·  1002 ·  1003 ·  1004 ·  1005 ·  1006 ·  1007 ·  1008 ·  1009 ·  1010 ·  1011 ·  1012 ·  1013 ·  1014 ·  1015 ·  1016 ·  1017 ·  1018 ·  1019 ·  1020 ·  1021 ·  1022 ·  1023 ·  1024 ·  1025 ·  1026 ·  1027 ·  1028 ·  1029 ·  1030 ·  1031 ·  1032 ·  1033 ·  1034 ·  1035